# Postprint
Termín postprint (též post-print) vyjadřuje elektronickou verzi článku, která prošla recenzním řízením časopisu, ve kterém byl článek publikován. Do té doby se jednalo o preprint. Tato verze může být dostupná prostřednictvím Open Access repozitáře – v takovém případě mluvíme o tzv. zelené cestě OA.
Někteří vydavatelé pod tímto pojmem rozumí takovou verzi, která byla obsahově pozměněna a upravena podle požadavků recenzentů, ale neprošla grafickými úpravami vydavatelského časopisu. Někteří až tu verzi, která kromě obsahových úprav obsahuje i finální grafické úpravy provedené redakcí (tato verze je někdy také označována jako reprint). Obsahově jsou obě verze stejné.
Pokud autor poskytnul svá autorská práva na článek vydavateli, je pro archivaci postprintů nutný vydavatelův souhlas. Pomocníkem v orientaci širokých licenčních podmínek je služba SHERPA/RoMEO, která vydavatele rozděluje do barevných skupin (zelená, modrá, žlutá, bílá) podle volnosti, kterou autorům při publikování poskytují.